# Sorry You're Not a Winner
Sorry You're Not a Winner è il secondo EP degli Enter Shikari, pubblicato nel 2003.
Dei quattro brani contenuti nel demo, solo Sorry You're Not a Winner verrà poi registrata nuovamente in una nuova versione per essere inserita nell'album di debutto della band, Take to the Skies.

## Tracce
Testi di Rou Reynolds, musiche degli Enter Shikari.
1. Sorry You're Not a Winner – 4:19
2. When a Jealous Man Finds a Gun – 4:42
3. The Bearer of Bad News – 3:28
4. Empty – 4:25

## Formazione
- Rou Reynolds – voce, tastiera, sintetizzatore
- Rory Clewlow – chitarra, cori
- Chris Batten – basso, voce secondaria; voce in The Bearer of Bad News
- Rob Rolfe – batteria, percussioni